# كورا شتيفان
كورا شتيفان (بالألمانية: Cora Stephan)‏ هي كاتِبة ومترجمة وصحفية ألمانية، ولدت في 7 أبريل 1951 في Bad Rothenfelde ‏ في ألمانيا.

## وصلات خارجية
- كورا شتيفان على موقع IMDb (الإنجليزية)
- كورا شتيفان على موقع مونزينجر (الألمانية)
- كورا شتيفان على موقع ميوزك برينز (الإنجليزية)